# Летурно, Мэри Кей
Мэ́ри Кэ́трин Летурно́ (урожд. Шмитц, англ. Mary Kay Letourneau; 30 января 1962 года, Тастин, Ориндж, Калифорния, США — 6 июля 2020 года, Кинг, Вашингтон, США) — бывшая школьная учительница из США, признавшая себя виновной в 1997 году по двум пунктам обвинения в изнасиловании ребёнка второй степени в отношении своего ученика Вилли Фуалау, которому в то время было 12 или 13 лет, и который учился в шестом классе. В ожидании приговора Летурно родила от Фуалау ребёнка. С государственным обвинением, добивавшемся для неё шести с половиной лет тюремного заключения, Летурно достигла соглашения о признании вины, предусматривающего шесть месяцев тюрьмы с тремя месяцами отсрочки, а также пожизненный запрет на любые контакты с Фуалау. Это дело привлекло всеобщее внимание.
Вскоре после отбытия ею трёхмесячного заключения, полиция поймала Летурно в машине с Фуалау. Судья отменил её соглашение о признании вины и изменил срок тюремного заключения на максимально допустимый законом — семь с половиной лет. Через восемь месяцев после возвращения в тюрьму она родила второго ребёнка от Фуалау, ещё одну дочь. Осуждённая находилась в заключении с 1998 по 2004 годы. Летурно и Фуалау заключили брак в мае 2005 года, который через 14 лет, в 2019 году, был расторгнут.

## Юность и образование
Мэри Кэтрин Шмитц родилась в 1962 году в Тастине, Калифорния, в семье Мэри Э. (урождённой Суэр), бывшего химика, и Джона Г. Шмитца (1930—2001), преподавателя местного колледжа. В семье она была известна как Мэри Кей, а отец называл её Cake («торт»). Она была четвёртой из семи детей, воспитанных в «строгой католической семье». Когда Мэри Кей было два года, её отец начал свою политическую карьеру и успешно баллотировался как республиканец на место в Законодательном собрании штата. Он занимал посты сенатора штата Калифорния и конгрессмена США, выиграв специальные выборы на оставшийся срок полномочий в 1970 году и всеобщие выборы позже в том же году. После первичного поражения в 1972 году он сменил партию и баллотировался в президенты США в качестве кандидата от Американской независимой партии на президентских выборах 1972 года.
В 1973 году трёхлетний брат Мэри утонул в семейном бассейне в их доме в районе Спайгласс-Хилл в Корона-дель-Мар, Калифорния, когда она играла с другим братом на мелководье.
Мэри училась в средней школе «Корнелии Коннелли» — католической школе для девочек в Анахайме, штат Калифорния, где была членом команды поддержки для мужского католического колледжа «Сервайт». Позднее Мэри была студенткой Университета штата Аризона.
В 1978 году её отец был переизбран в Сенат штата Калифорния. Он намеревался баллотироваться в Сенат США в 1982 году, но его политическая карьера была окончательно испорчена, когда выяснилось, что он стал отцом двух внебрачных детей от своей любовницы, бывшей студенткой колледжа «Санта Ана», в котором он преподавал политологию. Из-за измены отца родители Мэри разошлись, но позже помирились.
Её брат Джон Шмитц был заместителем советника президента Джорджа Буша-старшего. Другой брат, Джозеф Шмитц, был генеральным инспектором Министерства обороны США при Джордже Буше-младшем, а также старшим исполнительным директором компании «Academi» и советником по внешней политике президента Дональда Трампа.

## Первый брак
Когда Мэри училась в Аризонском государственном университете, она познакомилась со своим сокурсником Стивом Летурно (англ. Steve Letourneau), за которого вышла замуж и от которого забеременела первым из своих четверых детей. Как Мэри позже говорила, она не была влюблена в Летурно и вышла за него замуж по наставлению родителей. Супруги переехали в Анкоридж, штат Аляска, где Стив нашёл работу грузчиком багажа в авиакомпании Alaska Airlines. После года, проведённого на Аляске, Стива перевели в Сиэтл, штат Вашингтон, где родился второй их ребёнок. В 1989 году Мэри окончила Сиэтлский университет, получив степень преподавателя, начала преподавать во втором классе начальной школы Шорвуда в пригороде Сиэтла Буриене.
Брак разрушался из-за финансовых проблем и внебрачных связей обоих супругов. Адвокат Мэри, бывший сосед и друг Дэвид Герке, сказал, что она «эмоционально и физически страдала от жестокого обращения мужа» в период брака и дважды «проходила лечение в больнице, и полицию вызывали», но никаких обвинений мужу никогда не предъявлялось. Находясь в тюрьме за изнасилование ребёнка в мае 1999 года, она развелась с мужем, и он получил опеку над детьми. В 2010 году Мэри и Стив стали бабушкой и дедушкой — у их старшего сына родилась дочь.

## Преступление и приговор
Вили Фуалау (род. 26 июня 1983 года), американец самоанского происхождения, был учеником Мэри Летурно во втором и шестом классах начальной школы Шорвуда в Буриене, штат Вашингтон. Когда Летурно было 34 года, а именно летом 1996 года, её отношения с 12 или 13-летним на тот период Фуалау перешли из платонических в сексуальные. 18 июня 1996 года полиция обнаружила Мэри в машине с Вили на стоянке у пристани для яхт. Видели, как она перепрыгнула на переднее сиденье, а мальчик притворился спящим на заднем. Они представились вымышленными именами, когда их попросили идентифицировать личности, и Мэри солгала о возрасте Вили, сказав, что ему 18. По словам мальчика, никаких прикосновений не было. Мэри рассказала, что она поссорилась с мужем, и что Вили, который, по её словам, был другом семьи и останавливался у них в ту ночь, стал свидетелем ссоры и, расстроенный, убежал. Она также сказала, что поехала его искать. Полиция доставила их в полицейский участок, куда была вызвана мать Вили. Когда мать спросили, что нужно сделать, она ответила, что Вили должен вернуться к Мэри. Позже она сообщила, что если бы полиция предупредила её о том, что Мэри солгала о возрасте сына и о том, что произошло в машине, она бы не позволила сыну к ней вернуться. Мэри была арестована в марте 1997 года после того, как родственница её мужа обратилась в полицию.
Первый ребёнок Летурно от Вили, дочь, родилась в мае 1997 года, когда Мэри ожидала вынесения приговора.
На глазах более 100 журналистов Мэри признала себя виновной по двум пунктам обвинения в изнасиловании ребёнка второй степени. Обвинение пыталось приговорить её к шести с половиной годам тюремного заключения. В результате соглашения о признании вины срок заключения Летурно был сокращен до шести месяцев (три из которых были условными) в окружной тюрьме и трёх лет лечения сексуальных преступников. Первоначально от Летурно не требовалось признавать себя в качестве сексуального преступника. В рамках своего соглашения о признании вины она не могла контактировать с несовершеннолетними, включая Вили и своих детей. Мэри стала объектом международного публичного скандала в прессе, стала объектом внимания посторонних людей, от чего её психическое здоровье испортилось.
3 февраля 1998 года, через две недели после отбытия тюремного срока, Мэри была замечена полицией с Вили в машине около её дома. В начале она сказала, что была одна в машине, затем они представились фальшивыми именами, когда их попросили идентифицировать личности. В отчёте сообщалось, что половой акт произошел в машине, Вили рассказывал детективу, что они с Мэри только целовались, и он касался её бедра, но полового акта не было. Также были собраны доказательства, что они встречались несколько раз после освобождения Летурно из тюрьмы. Когда Мэри арестовали, полиция обнаружила в машине 6200 долларов наличными, детскую одежду и паспорт, чеки на 850 долларов на покупки мужской, юношеской и детской одежды. Мэри объяснила, что эти деньги предназначались для лечения и для адвоката по разводам, а мужские вещи были подарками для родственников и для неё самой, поскольку она любила носить одежду в свободном мужском стиле. На глазах более чем 125 журналистов судья отменил предыдущее соглашение о признании вины и применил максимально возможный срок наказания, предусмотренного законом, — семь с половиной лет лишения свободы за нарушение соглашения. В интервью и в книге о её связи с Вили она сообщала, что у неё были интимные отношения с ним в январе. Это совпадает с показаниями полиции, что они не нашли никаких доказательств, что секс между Мэри и Вили произошёл в машине в феврале.
В октябре 1998 года, отбывая свой второй срок в тюрьме, Мэри родила свою вторую дочь от Вили. В том же году Летурно и Фуалау в соавторстве написали книгу, которая была опубликована во Франции и называлась «Только одно преступление — любовь» (франц. Un seul crime, l’Amour). В 1999 году в Соединённых Штатах вышла вторая книга «Если любить тебя — неправильно» (англ. If Loving You Is Wrong), но при минимальном сотрудничестве с Мэри и совсем без участия Вили. Во время заключения Мэри были разрешены посещения детьми, но ей было отказано в разрешении присутствовать на похоронах отца.
Находясь в тюрьме, Мэри обучала сокамерников, записывала аудиокниги для слепых слушателей, пела в тюремном хоре и «редко пропускала мессу». Из-за своей дурной славы она была непопулярна среди других заключенных, «дерзила охранникам и отказывалась работать» и, как сообщается, в наказание за это провела «18 из своих первых 24 месяцев» в одиночном заключении. Она провела шесть месяцев в одиночной камере, когда были перехвачены её письма к Вили.
В 2002 году семья Фуалау подала в суд на школьный округ Хайлайн и город Де-Мойн, штат Вашингтон, за эмоциональные страдания, потерю заработной платы и расходы на воспитание двоих детей Вили, заявив, что школа и Департамент полиции Де-Мойна не смогли защитить Вили от Мэри. После десятиминутного судебного заседания никаких убытков взыскано не было. Адвокат Анна Бремнер представляла Департамент полиции Де-Мойна. Её коллега Майкл Паттерсон представлял школьный округ Хайлайн.
4 августа 2004 года Мэри Летурно была отпущена на общественные работы и на следующий день зарегистрирована в качестве сексуального преступника 2-го уровня в управлении шерифа округа Кинг.

## Освобождение из тюрьмы и брак с Вили Фуалау
После освобождения Мэри из тюрьмы в 2004 году Вили, которому на тот момент был 21 год, убедил суд отменить постановление о запрете контактов с ней. Летурно и Фуалау поженились 20 мая 2005 года в городе Вудинвилл, штат Вашингтон, на церемонии в винодельне Columbia Winery.
Эксклюзивный допуск на свадьбу получило телевизионное шоу Entertainment Tonight, а фотографии были опубликованы в других средствах массовой информации. Летурно сказала, что она планирует завести ещё одного ребёнка и вернуться к преподавательской деятельности, и обратила внимание, что по закону ей разрешено преподавать в частных школах и общественных колледжах.
Адвокат Энн Бремнер, встречавшаяся с Мэри в 2002 году во время рассмотрения гражданского иска Вили, сказала, что Летурно считает свои отношения с Фуалау «вечными и бесконечными»; по словам адвоката, «ничто не могло разлучить их». Во время интервью для внутреннего пользования Вили сказал: «Я не жертва. Я не стыжусь того, что я отец. Я не стыжусь того, что влюблен в Мэри Кей». Телешоу Барбары Уолтерс Presents American Scandals осветило дело в декабре 2015 года. Уолтерс расспросила супругов об их отношениях и двух дочерях.
9 мая 2017 года, после почти 12 лет брака, Фуалау подал заявление о разводе с Летурно, но позже отозвал его.
По состоянию на апрель 2018 года, Вили работал в магазине товаров для дома и в качестве профессионального диджея, Мэри работала в качестве помощника юриста. В статье в журнале «People» приводились слова из приближённого источника: «Они знают, что каждый думает об их отношениях […] И им всё равно. Им действительно всегда было всё равно. Всё плохое, что случилось, было давно. Они двое взрослых людей, которые сейчас живут своей жизнью.».
Пара развелась в августе 2019 года.

## Смерть
Летурно умерла от колоректального рака 6 июля 2020 года в своём доме в Сиэтле в возрасте 58 лет.

## В СМИ
- 30 марта 1998 года Мэри Летурно появилась с ребёнком на руках на обложке журнала «People»[59].
- В 2001 году телеканал «Court TV» (сейчас «TruTV»[англ.]) выпустил эпизод об этом деле под названием «Мэри К. Летурно и Вили Фуалау» (англ. «Mary K. Letourneau and Vili Fualaau»)[60].
- 2 октября 2010 года Пол Бриттен[англ.] и Эбби Эллиотт изобразили Вили Фуалау и Мэри Кей Летурно в скетче «What Up with That»[англ.] в передаче Saturday Night Live[61].